# Barclay (Maryland)
Barclay – miasto w Stanach Zjednoczonych, w stanie Maryland, w hrabstwie Queen Anne’s.